# Championnat de Guam de football
Le championnat de Guam de football est une compétition sportive créée en 1990 mettant aux prises les meilleurs clubs de football de Guam. 
Le championnat est composé de plusieurs clubs et ceux-ci sont amateurs.
Le championnat de Guam de football (Guam Men's Soccer League) est une compétition placée sous l'égide de la Fédération de Guam de football.

## Histoire
Le Championnat de Guam de football (de BGMSL) est la ligue supérieure de l'Association de football de Guam dans le territoire de Guam des États-Unis. 
Depuis 2004, le BGMSL a eu deux niveaux: Division I et la Division II. 
Depuis 2007, la ligue a adopté une plus longue saison qui commence à l'automne et se termine au printemps. 
Auparavant, le BGMSL a été divisé en deux saisons: printemps et en automne. 
Lorsque les champions des saisons de printemps et l'automne étaient différents, un match one-off a été joué pour décider le champion global de l'année.

## Liste des clubs de Guam

### Division 1
- Guam Shipyard
- Payless Supermarket Strykers
- Quality Distributors
- Rovers FC
- Sidekicks FC
- Southern Cobras

### Division 2
- Shinko Siheky
- Big Blue
- Crushers FC
- Doosan
- FC Beercelona
- Islanders FC
- Pago Bay Disasters
- Rovers FC DII
- Strykers FC DII
- Tumon

## Vainqueur par saison Division 1
- 1990: University of Guam
- 1991: University of Guam
- 1992: University of Guam
- 1993: University of Guam
- 1994: Tumon Taivon (Tamuning)
- 1995: G-Force (Continental Micronesia)
- 1996: G-Force
- 1997: Tumon Soccer Club
- 1998 Global: Anderson Soccer Club
  - 1998 Printemps: Anderson Soccer Club
  - 1998 Automne: Island Cargo
- 1999 Global: Coors Light Silver Bullets
  - 1999 Printemps: Carpet One
  - 1999 Automne: Coors Light Silver Bullets
- 2000 Global: Coors Light Silver Bullets
  - 2000 Printemps: Coors Light Silver Bullets
  - 2000 Automne: Navy
- 2001 Global: Staywell Zoom
  - 2001 Printemps: Coors Light Silver Bullets
  - 2001 Automne: Staywell Zoom
- 2002 Global: Guam Shipyard
  - 2002 Printemps: Guam Shipyard
  - 2002 Automne: Guam Shipyard
- 2003 Global: Guam Shipyard
  - 2003 Printemps: Guam Shipyard
  - 2003 Automne: Guam Shipyard
- 2004 Global: Guam U-18
  - 2004 Printemps: Guam U-18
  - 2004 Automne: Guam U-18
- 2005 Globall: Guam Shipyard
  - 2005 Printemps: Guam Shipyard
  - 2005 Automne: Guam Shipyard
- 2006 Global: Guam Shipyard
  - 2006 Printemps: Guam Shipyard
  - 2006 Automne: Guam Shipyard
- 2007 Printemps: Quality Distributors
- 2007/08 : Quality Distributors
- 2008/09 : Quality Distributors
- 2009/10 : Quality Distributors
- 2010/11 : Cars Plus FC
- 2011/12 : Quality Distributors
- 2012/13 : Quality Distributors
- 2013/14 : Rovers FC
- 2014/15 : Rovers FC
- 2015/16 : Rovers FC
- 2016/17 : Rovers FC
- 2017/18 : Rovers FC
- 2018/19 : Rovers FC

## Vainqueur par saison en Division 2
- 2007/08: Andersen AFB
- 2008/09: Crushers B
- 2009/10: Fuji Ichiban Espada FC
- 2010/11: Rovers FC 1
- 2011/12: ---
- 2012/13: Rovers FC
- 2013/14: Sidekicks
- 2014/15: Rovers FC DII
- 2015/16:

## Palmarès
| Rang | Club                 | Nombre de Titres | Années des Titres                                    |
| 1    | Guam Shipyard        | 9                | 1995, 1996, 1999, 2000, 2001, 2002, 2003, 2005, 2006 |
| 2    | Quality Distributors | 6                | 2007, 2008, 2009, 2010, 2012, 2013                   |
| 2    | Rovers FC            | 6                | 2014, 2015, 2016, 2017, 2018, 2019                   |
| 4    | University of Guam   | 4                | 1990, 1991, 1992, 1993                               |
| 5    | Tumon SC             | 2                | 1994, 1997                                           |
| 6    | Anderson SC          | 1                | 1998                                                 |
| 7    | Guam U-18            | 1                | 2004                                                 |
| 8    | Cars Plus            | 1                | 2011                                                 |

## Meilleurs buteurs par saison
| Saison      | Joueur                        | Équipe                                | Buts |
| ----------- | ----------------------------- | ------------------------------------- | ---- |
| Fall 2006   | Eric Sotto                    | Guam U-17                             | 32   |
| Spring 2007 | Eric Sotto                    | Guam U-19                             | 16   |
| 2007/08     | Ashton Surber                 | NO KA OI                              | 20   |
| 2008/09     | Min Sung Choi                 | Paintco Strykers                      | 35   |
| 2009/10     | Min Sung Choi Matthew Welton  | Paintco Strykers Quality Distributors | 28   |
| 2010/11     | Elias Merfalen                | Cars Plus FC                          | 15   |
| 2011/12     | Scott Spindell Jason Cunliffe | Quality Distributors Guam Shipyard    | 32   |
| 2012/13     | Scott Spindel                 | Quality Distributors                  | 42   |
| 2013/14     | Ashton Surber Jason Cunliffe  | Southern Cobras Rovers DI             | 32   |
| 2014/15     | Ian Mariano                   | Rovers DI                             | 32   |
| 2015/16     | Min Sung Choi                 | Guam Shipyard                         | 41   |
| 2016/17     | Min Sung Choi                 | Guam Shipyard                         | 32   |
| 2017/18     | Ashton Surber                 | ISL                                   | 38   |
| 2018/19     | Min Sung Choi                 | Rovers FC                             | 36   |